# Adrian Dunbar

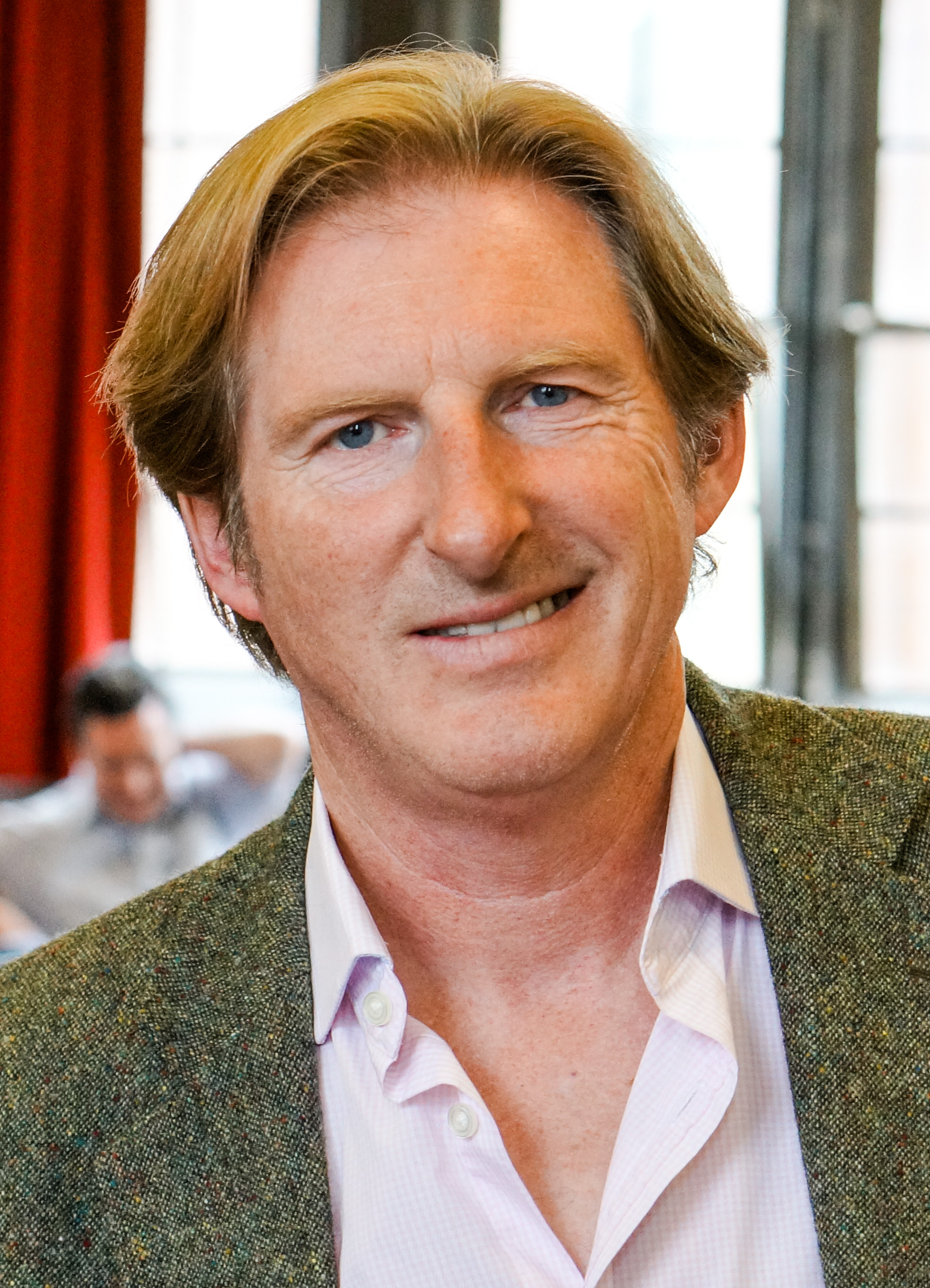
Adrian Dunbar (2014)

Adrian Dunbar (* 1. August 1958 in Enniskillen, County Fermanagh, Nordirland) ist ein britischer Schauspieler.

## Leben und Karriere
Adrian Dunbar wurde als ältestes von sieben Kindern geboren. Er besuchte das katholische St. Josephs College in Enniskillen. Sein Studium an der Guildhall School of Music and Drama schloss er 1983 ab. Seit 1986 ist Dunbar mit der australischen Schauspielerin Anna Nygh verheiratet. 1987 kam die gemeinsame Tochter zur Welt.
Seine erste Filmrolle hatte Dunbar 1984 im Film After You’ve Gone. In den folgenden Jahren war er unter anderem in den Filmen Zwei Welten und Mein linker Fuß zu sehen. 1991 verkörperte er den Micky O’Neill im Film Hear My Song. Bekanntheit erlangte er durch seine Rolle im Film The Crying Game aus dem Jahre 1992. Ein Jahr später war er für zwei Folgen in der Serie Für alle Fälle Fitz zu Gast. Auch hatte Dunbar kleinere Rollen in Filmen wie in Unschuldige Lügen und in Die Hölle nebenan inne. 1995 stellte er auch den James Tyrell im Film Richard III. dar. Es folgten Rollen in der Miniserie Melissa sowie in der Serie The Jump. Seit der Jahrtausendwende ist er zudem häufiger in Serien zu sehen. So absolvierte er Auftritte in Murphy’s Law, Murder in Mind und The Whistleblowers. 2008 spielte er die Rolle des Philip Conolly im Film The Last Confession of Alexander Pearce. Durch seine Rolle des Martin Summers in der Serie Ashes to Ashes – Zurück in die 80er erlangte Dunbar weitere Bekanntheit. Seine Serienfigur starb jedoch am Ende der zweiten Staffel. Nach weiteren Gastauftritten in den Serien Silk, Death in Paradise, Scott & Bailey und The Life and Adventures of Nick Nickleby ist er seit 2012 als Ted Hastings neben Vicky McClure in der BBC-Two-Serie Line of Duty zu sehen. Des Weiteren hatte er 2013 eine kleine Rolle in The Cop – Crime Scene Paris.

## Filmografie (Auswahl)
- 1984: After You’ve Gon
- 1984: Play for Today (Fernsehserie, Folge 14x13)
- 1985: Der Preis des Reichtums (The Price, Miniserie, 4 Folgen)
- 1988: Zwei Welten (A World Apart)
- 1988: Der Fremde am Strand (The Dawning)
- 1988: The Four Minute Mile
- 1989: Mein linker Fuß (My Left Foot: The Story of Christy Brown)
- 1991: Hear My Song
- 1992: Die Playboys (The Playboys)
- 1992: Inspektor Morse, Mordkommission Oxford (Inspector Morse, Fernsehserie, Folge 6x01)
- 1992: The Crying Game
- 1993: Für alle Fälle Fitz (Cracker, Fernsehserie, 2 Folgen)
- 1994: Die Witwen von Widows Peak (Widows’ Peak)
- 1995: Unschuldige Lügen (Innocent Lies)
- 1995: Richard III.
- 1995: Die Hölle nebenan (The Near Room)
- 1997: Melissa (Miniserie, 5 Folgen)
- 1998: Der General (The General)
- 1998: The Jump (Fernsehserie, 4 Folgen)
- 2000: The Wedding Tackle
- 2000: Wild About Harry
- 2002: Shooters
- 2002: Triggermen
- 2003: Murphy’s Law (Fernsehserie, Folge 1x02)
- 2003: Murder in Mind (Fernsehserie, Folge 3x07)
- 2003: Der Tod kommt per Mail (Suspicion)
- 2004: Mickybo & ich (Mickybo and Me)
- 2005: Kidnapped
- 2005: Blick zurück ins Verderben (Child of Mine)
- 2006: Die Delfinflüsterin (Eye of the Dolphin)
- 2007: The Whistleblowers (Fernsehserie, Folge 1x05)
- 2008: Whistleblower (Fernsehserie, 2 Folgen)
- 2008: The Last Confession of Alexander Pearce
- 2009: Ashes to Ashes – Zurück in die 80er (Ashes to Ashes, Fernsehserie, 8 Folgen)
- 2010: Mo
- 2010: A Touch of Frost (Fernsehserie, 2 Folgen)
- 2011: Silk (Fernsehserie, Folge 1x06)
- 2011: Death in Paradise (Fernsehserie, 2 Folgen)
- 2011/13: World's Most Dangerous Roads (TV-Doku-Serie, Erzähler)
- 2012: Good Vibrations
- 2012: Scott & Bailey (Fernsehserie, Folge 2x03)
- 2012: Gerichtsmediziner Dr. Leo Dalton (Silent Witness, Fernsehserie 2 Folgen)
- 2012: The Life and Adventures of Nick Nickleby (Fernsehserie, 5 Folgen)
- 2012–2021: Line of Duty (Fernsehserie)
- 2013: The Cop – Crime Scene Paris (Jo, Fernsehserie, Folge 1x05)
- 2017: Schneemann (The Snowman)
- 2022: Emily